# Devil’s Hole (Nevada)

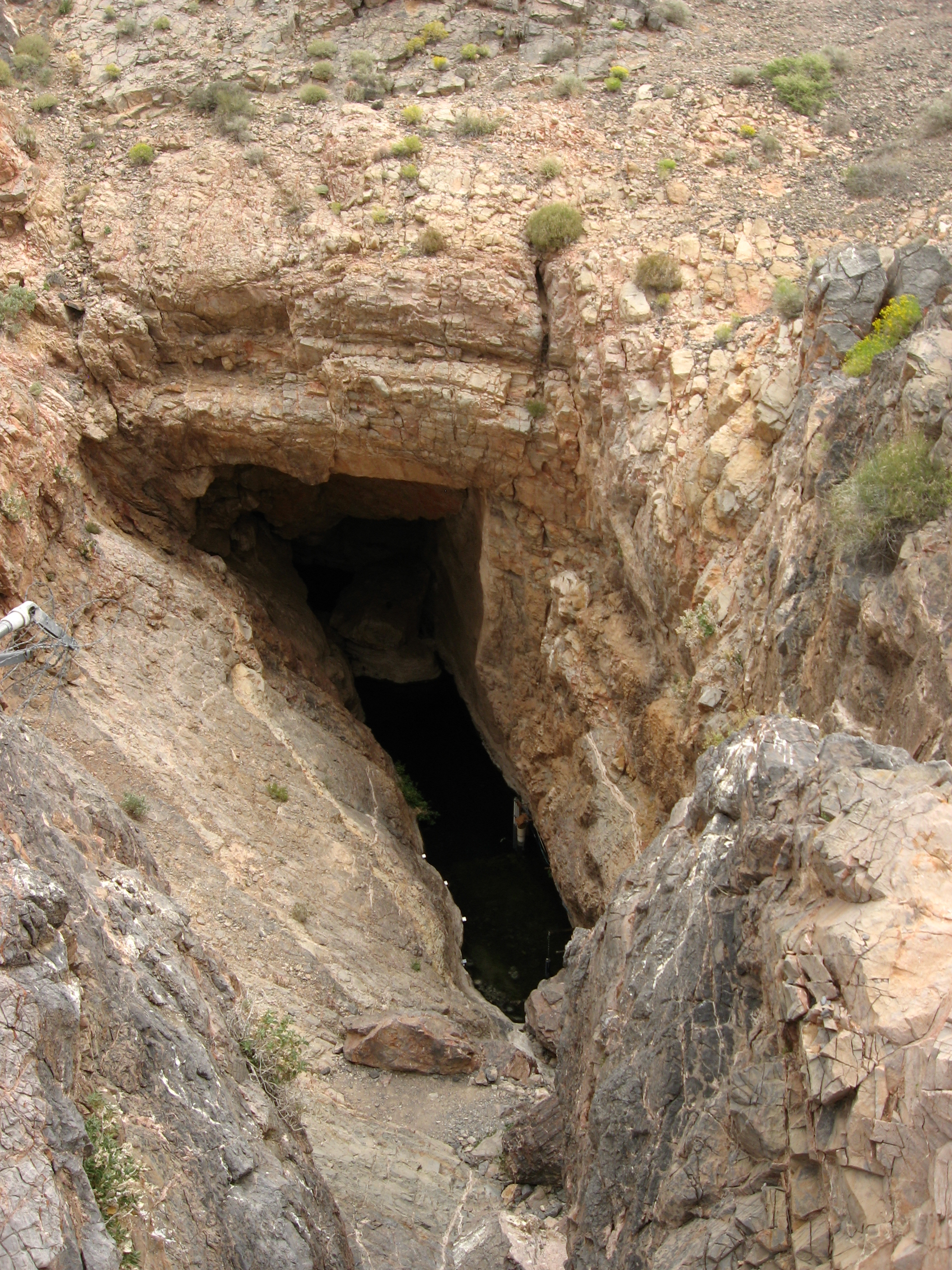
Devil’s Hole

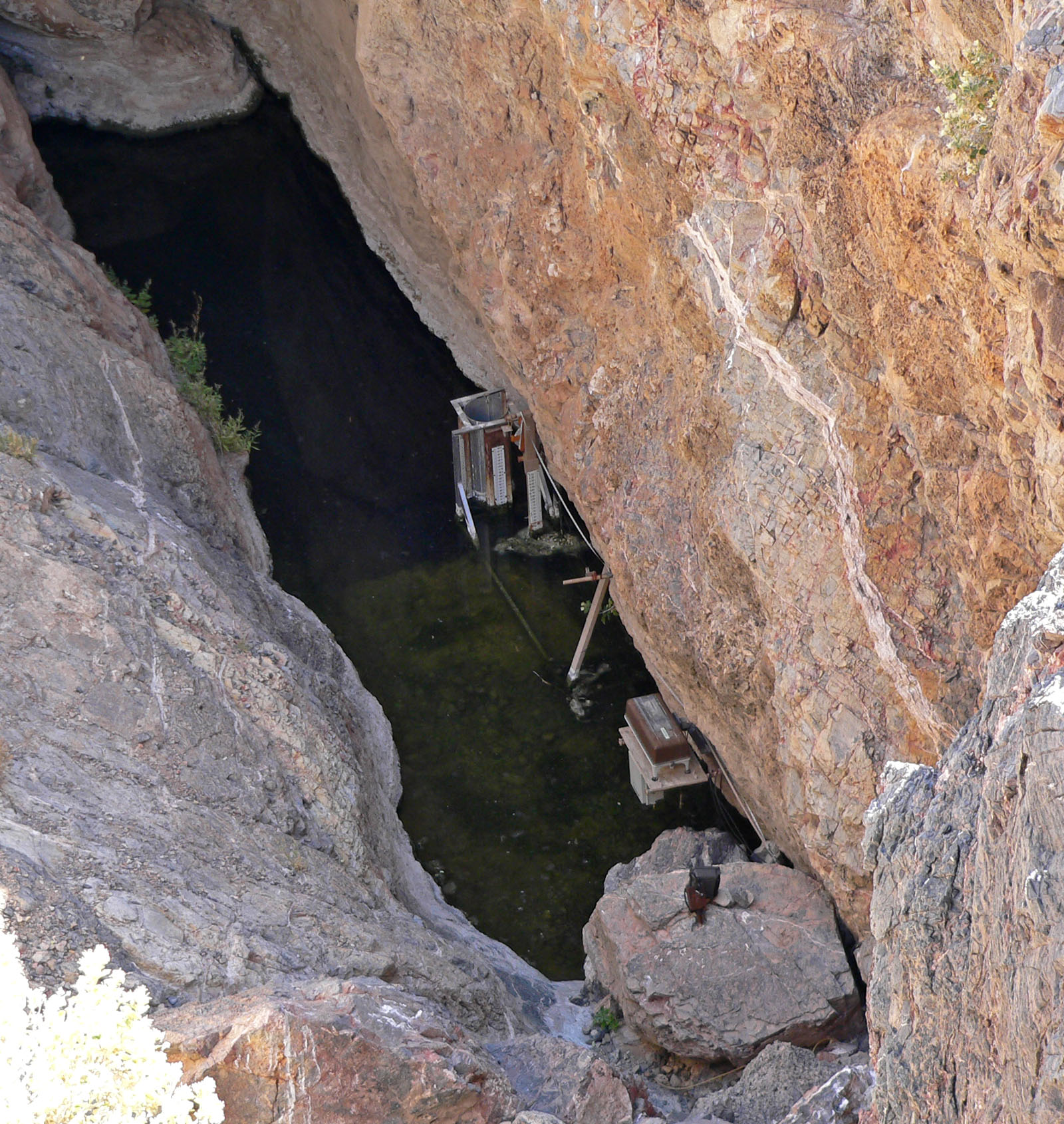
Zbliżenie

Devils Hole – zbiornik wodny w Dolinie Śmierci w USA, w stanie Nevada, hrabstwo Nye. Jest to niewielki fragment Parku Narodowego Doliny Śmierci, który w większości znajduje się w Kalifornii (hrabstwo Inyo). Powierzchnia zbiornika wynosi 5,5 na 1,8 m. natomiast całkowita głębokość przekracza 150 m. (nie została nigdy zmierzona, również nurkowania nie osiągnęły nigdy dna). Zbiornik charakteryzuje się niezależną od sezonu, stałą temperaturą wody 33 °C oraz unikalną wrażliwością systemu wodnego reagującego na trzęsienia ziemi w tak odległych miejscach globu jak Indonezja, Japonia czy Chile. Przez geologów datowany jest na około 500 tys. lat temu. Jedyne miejsce występowania karpieńca diablego.